# 河口こうへい
河口こうへい（かわぐち こうへい、1980年8月6日 - ）は、日本のお笑い芸人、ものまねタレント。
石川県白山市出身。ホリプロコム所属。身長162cm。

## 略歴
石川県で生まれる。父親は石川県で活動するマジシャンであった。
少年時代は少年野球をやっていた。石川県立松任農業高等学校（現在の翠星高等学校）を卒業。デビュー前は水道屋の仕事をしていた。
2007年に「ものまねタレント募集」として行われた『第2回ホリおこしオーディション』に合格。デヒュー後は事務所ライブなど各種ライブや、『そっくり館キサラ』（東京都新宿区のものまねショーパブ）など出演で活動。2010年3月から、同じくホリプロコムに所属する芸人・森山パンタとのコンビ『ロビンソン』で活動したが2011年1月で解散。
コンビ解散後は再びピン芸人として活動しているが、同じ事務所に所属するものまね芸人（ホリ、メルヘン須長、沙羅、ハリウリサ、ジャッキーちゃん）のユニット「ホリプロコムものまね軍団」としても活動している。

## 人物
『そっくり館キサラ』で出会ったキンタロー。から、2013年4月2日放送の『好きになった人』（日本テレビ系）で公開告白をされ、交際することとなった。しかし、2014年3月24日放送の同じく『好きになった人』において、話し合いしたことで別れることにしたと発表した。
物真似する人物によってかつらを使い分けるために、多くのかつらを用意している。また河口本人は坊主刈りにしている。
好きな芸能人は、アイドルグループのPASSPO☆。

## ものまねレパートリー
（五十音順）
- 麻生太郎[7][8]
- 稲葉浩志（B’z）[7][8]
- ガダルカナル・タカ[7][8]
- 神谷明[7][8]
- GReeeeN[8]
- 斉藤敏豪[8]
- 澤部佑（ハライチ）[7]
- 島田洋七（B&B）[7][8]
- 鈴木雅之[8]
- 立川志らく[7]
- 地井武男[7][8]
- TERU（GLAY）[7][8]
- 中邑真輔[7]
- ノブ（千鳥）[7]
- ムロツヨシ[7]
- 山内健司（かまいたち）[7]
- ルー大柴[8]
- 渡辺正行[7]

ほか

## 出演

### テレビ
- ものまねバトル（日本テレビ）
- もしも・3（2008年7月6日、フジテレビ）
- お笑い図鑑 ハマヌキ（テレビ神奈川）
- イツザイ（テレビ東京） - 『インディーズ芸人オーディション』2009年4月11日初出演、キャッチコピーは『へのつっぱりはいらんですよ』
- ものまねグランプリ（日本テレビ）- 大橋光、海雄作、今川雅之らとの「B'z軍団」で出演
- 音楽ば〜か（2010年1月9日、テレビ東京）
- 〜あらゆる世界を見学せよ〜潜入!リアルスコープ（2011年5月7日、フジテレビ）
- 日10☆演芸パレード（2013年3月3日、TBSテレビ）
- 好きになった人（2013年4月2日・2014年3月24日、日本テレビ）
- PON!（2013年5月3日、日本テレビ）「どんより!どんびき!!天カメ一武道会」コーナー
- ナカイの窓SP（2013年5月4日、日本テレビ）
- ガルウィング・つぼますの『同期の華と泥』＃4（2013年5月、ニコジョッキー）
- シューイチ（2013年4月28日、日本テレビ）
- 日曜×芸人（2013年9月1日、テレビ朝日）
- うつけもん（2014年4月23日、フジテレビ）
- 坂上忍の成長マン!! 祝!坂上忍の成長マン日曜ゴールデン拡大版 愛犬しつけ&ものまね急成長2時間半SP!!（2014年11月23日、テレビ朝日）
- マネまねSHOW TV〜IT'S SHOW TIME〜（千葉テレビ放送）
- 華丸大吉&千鳥のテッパンいただきます!（2020年4月14日、関西テレビ）
- ノンストップ!（2020年4月15日、フジテレビ）
- オンエア決めろ!ー笑武ー（2022年8月23日、BSJapanext）
- ダウンタウンDX（2023年7月27日、読売テレビ）

### ラジオ
- バナナマンのバナナムーン（TBSラジオ、2009年12月28日）B'zの『ultra soul』を番組中で歌う。